# МСК+9
| KALT | МСК−1 (калининградское время)  | MSK–1 (UTC+2)  | 12:21 |
| MSK  | МСК (московское время)         | MSK+0 (UTC+3)  | 13:21 |
| SAMT | МСК+1 (самарское время)        | MSK+1 (UTC+4)  | 14:21 |
| YEKT | МСК+2 (екатеринбургское время) | MSK+2 (UTC+5)  | 15:21 |
| OMST | МСК+3 (омское время)           | MSK+3 (UTC+6)  | 16:21 |
| KRAT | МСК+4 (красноярское время)     | MSK+4 (UTC+7)  | 17:21 |
| IRKT | МСК+5 (иркутское время)        | MSK+5 (UTC+8)  | 18:21 |
| YAKT | МСК+6 (якутское время)         | MSK+6 (UTC+9)  | 19:21 |
| VLAT | МСК+7 (владивостокское время)  | MSK+7 (UTC+10) | 20:21 |
| MAGT | МСК+8 (магаданское время)      | MSK+8 (UTC+11) | 21:21 |
| PETT | МСК+9 (камчатское время)       | MSK+9 (UTC+12) | 22:21 |

МСК+9, московское время плюс 9 часов — время 11-й часовой зоны России, соответствует UTC+12. С 2000-х годов используется также неофициальное название «камчатское время».
Это время применяют Камчатский край и Чукотский автономный округ.

## История
На территории России время, опережающее на 9 часов московское время (МСК+9), стало применяться с 1919—1924 годов, когда в стране вводилась международная система часовых поясов.
В 1982 году время МСК+9 стало применяться и в восточных районах Чукотского автономного округа, где до этого применялось время МСК+10 (UTC+13).
В 2009—2010 годах президентом Медведевым была инициирована кампания по сокращению в России количества часовых зон. В марте 2010 года зона МСК+9 была упразднена — Камчатский край и Чукотский автономный округ были переведены в зону МСК+8. В ноябре 2010 года местные власти этих регионов, с целью поддержки президентской инициативы по сокращению количества часовых зон, направили обращения в правительство России с просьбой перевода часов ещё на 1 час назад — на время МСК+7. Это вызвало резкие протесты местного населения, в частности в Петропавловске-Камчатском — там прошли митинги в декабре 2010 и январе 2011 года. Часовая зона МСК+9 была восстановлена в 2014 году.

### Время МСК+9 относительно UTC
Начиная с указанной даты:
- 02.05.1924 — UTC+11;
- 21.06.1930 — UTC+12;
- 01.04.1981 — UTC+13 (летнее), UTC+12 («зимнее»);
- 31.03.1991 — UTC+12 (летнее), UTC+11 («зимнее»);
- 19.01.1992 — UTC+12;
- 29.03.1992 — UTC+13 (летнее), UTC+12 («зимнее»);
- 28.03.2010 — время МСК+9 не применялось;
- 26.10.2014 по настоящее время — UTC+12.

### Время МСК+9 в регионах
По состоянию на данный год или начиная с указанной точной даты — для краткости указан административный центр региона (по административно-территориальному делению на 2015 год):
- 1969 — Петропавловск-Камчатский, а также западная часть Чукотского национального округа[7].
- 01.04.1982 — Анадырь, Петропавловск-Камчатский.
- 28.03.2010 — время МСК+9 не применялось.
- 26.10.2014 по настоящее время — Анадырь, Петропавловск-Камчатский.

## Часовая зона МСК+9
- Камчатский край
- Чукотский автономный округ